# 加拿大橫貫公路
加拿大橫貫公路 ，又稱橫加公路，是一个自西向东橫貫加拿大全部十个省的公路系统。主線西起不列颠哥伦比亚省的省会維多利亞，東至纽芬兰和拉布拉多省的省会聖約翰斯，全長8,030公里。系统另有数条支线，例如连接溫尼伯和夏洛特皇后群島的耶洛黑德公路。

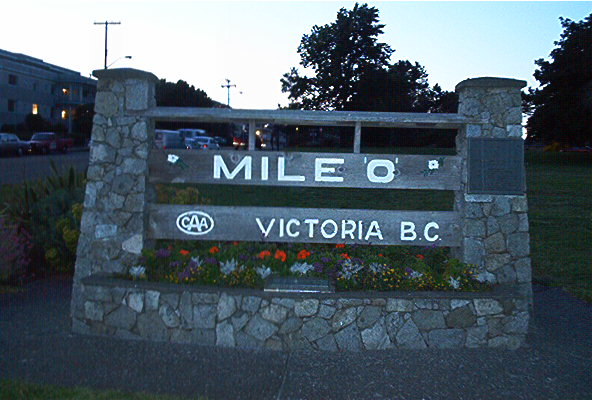
在維多利亞的加拿大橫貫公路起點標記

《加拿大橫貫公路法案》 （Trans-Canada Highway Act）在1948年獲議會通過。工程於1950年開始，1962年啟用，1971年完工。
由於加拿大國内公路系統的建造和管理都是由各省政府負責（而非聯邦政府），橫加公路系统中的幹綫編號亦因省而異。橫加公路沿綫設有綠底白楓葉的標記以作識別。
有別於美國的州際公路系統，橫加公路並未全綫達致高速公路標準，部分路段更只是雙綫行車。

## 走线

### 加拿大西部
横加公路在温尼伯以西分为南北两线。南线为主线，自不列颠哥伦比亚省省会维多利亚市起，向东经过不列颠哥伦比亚省最大城市温哥华、艾伯塔省最大城市卡尔加里、萨斯喀彻温省省会里贾纳至温尼伯；北线即耶洛黑德公路，自不列颠哥伦比亚省北部的海达瓜依群岛（原名夏洛特皇后群岛）向东经由艾伯塔省省会埃德蒙顿、萨斯喀彻温省最大城市萨斯卡通至温尼伯。
横加公路在西加拿大的南线西起於不列颠哥伦比亚省維多利亞市道格拉斯街和达拉斯路的交界处，此处有一座“横加公路0公里”标志。公路沿温哥华岛东岸北延约99公里至纳奈莫（Nanaimo），再經一條57公里長的不列颠哥伦比亚渡輪航綫橫渡喬治亞海峽至西溫哥華。公路之後途經大溫哥華地區和菲沙河谷，170公里后抵達霍普（Hope）之后转向北，延伸186公里至卡什溪（Cache Creek）与不列颠哥伦比亚省97号公路交汇后折向东，经由坎卢普斯、雷夫尔斯托克（Revelstoke）、冰川国家公园、幽鹤国家公园，翻越基金霍斯山口（Kicking Horse pass）进入艾伯塔省。公路穿越班夫镇和班夫国家公园，驶出落基山区抵达卡尔加里。公路於卡尔加里市内的北16大道穿城而过，向东经过梅迪辛哈特、萨斯喀彻温省的穆斯乔至里贾纳。公路从里贾纳市区南侧绕过，于市区环路和维多利亚大道上的立交桥转向东，经过曼尼托巴省第二大城市布蘭登，于温尼伯以西的波蒂奇拉普雷里镇（名称意即“草原门户”）附近和北线会合。
横加公路在西加拿大的北线西端起点位于海达瓜依群岛的格雷厄姆岛（Graham Island）上。公路的起点位于岛北岸的小村马塞特（Masset），沿着岛东岸向南延伸，于斯基特盖特（Skidegate）村南侧以一条172公里长的轮渡线路连接至鲁珀特王子港。公路在不列颠哥伦比亚省北部的山区中向东延伸724公里至省北部的重镇乔治王子城，再向东约270公里后翻越耶洛黑德山口（Yellowhead pass）进入艾伯塔省，穿过贾斯珀国家公园，向东366公里抵达埃德蒙顿。公路于埃德蒙顿城北的铁路附近穿过市区，向东延伸250公里后抵达艾伯塔省与萨斯喀彻温省省界上的城市劳埃德明斯特，于市内与萨斯喀彻温省17号公路的十字交叉口穿过省界进入萨省。北线公路再向东约280公里抵达萨斯卡通，由绕城环路绕过萨斯卡通城区，在与萨省11号公路的立交桥处转向东。北线公路自萨斯卡通向东延伸约420公里进入马尼托巴省，再延伸约270公里抵达波蒂奇拉普雷里镇附近作为支路汇入南线公路。南北两线交汇后，向东约84公里抵達溫尼伯。横加公路干线经由溫尼伯市的外環公路（南外环公路，亦即曼尼托巴省100號公路）绕过市中心，自城市西南的立交向东侧安省方向延伸。
横加公路在西加拿大的南线在其途经的四个省均被编为该省的1号公路。北线耶洛黑德公路在四省则均被编为16号公路，因此也有“16号公路”的别称。

### 安大略省和魁北克省
横加公路自温尼伯向东约200公里抵达安大略省的肯诺拉，其中自马尼托巴省-安大略省省界至肯诺拉的一部分被编为安大略省17号公路的一部分。自肯诺拉以东至魁北克省的蒙特利尔之间，横加公路在安大略和魁北克省内分岔成数条不同的路线以联结更多的地域和城镇。
横加公路在安大略省内最主要的走线是沿安省17号公路，即从马尼托巴省界向东经肯诺拉，经雷湾（再约500公里）、苏圣玛丽（再约700公里）、大萨德伯里（再约300公里）至北湾（诺斯贝）（再约125公里），然后沿渥太华河谷约360公里抵达加拿大首都渥太华。安省17号公路于渥太华西侧的卫星城安普赖尔（Arnprior）起被高速化改造为安大略省417号公路。安省417号公路穿过渥太华城区和安大略省-魁北克省省界，接入魁北克省40号高速路进入蒙特利尔。
横加公路在安省内第二大组成部分主要是安省11号公路。此部分的横加公路构成上述17号公路主干线上的两条岔路。西部岔路自肯诺拉起，向南沿安省71号公路到达美加边界附近的伊莫（Emo）村附近向东转入安省11号公路，向东延伸经由弗朗西斯堡至雷湾以西约50公里处的Shabaqua Corners三岔路口汇入17号公路，向西共线进入雷湾。此一岔路主要服务于安大略省西北部与明尼苏达州交界处雷尼河区的社区。东部岔路则由17号公路上的尼皮贡镇（Nipigon）出岔（安省11号公路和17号公路在Shabaqua Corners和尼皮贡镇之间共线），向北进入安省北部地区，经由科克伦镇、蒂米斯卡明湖岸市抵达北湾与17号公路交汇。此一支线主要服务安省北部的科克倫區和蒂米斯卡明区。北湾以南的安省11号公路未编入横加公路系统。此一支线上另有一支线自柯克兰湖镇（Kirkland Lake）附近的肯诺加米湖（Kenogami Lake）路口出岔，作为安省66号公路向东跨越省界后进入魁北克省成为魁北克省117号公路，经由魁北克省西北部的鲁昂诺安达（Rouyn-Noranda）、瓦勒多（Val-d'Or）等城镇后，向东南抵达蒙特利尔的卫星城圣热罗姆，之后转入魁北克省15号高速路经由拉瓦勒进入蒙特利尔市区，在市区内和魁省40号高速路的立交处汇入主线。
横加公路于安大略省南部亦有一条自17号公路走廊向南突出的支线，此条支线由安省17号公路上的萨德伯里向南沿安省69号公路（于卡灵镇[Carling]附近转为400号公路）向南，至冷水镇（Coldwater）附近转上安省12号公路，向东经奥里利亚后在桑德兰（Sunderland）村北的三岔路口向东转向安省7号公路，向东进入渥太华。需要注意的是横加公路各条走廊均未进入大多伦多地区乃至整个金马蹄地区的核心区域。多伦多-渥太华-蒙特利尔之间的多条行车条件更好也更受欢迎的行车路线如蒙特利尔与多伦多之间的魁省20号高速路-安省401号公路、安省416号公路、冷水镇以南的安省400号公路均未被编入横加公路系统，因此仅依靠横加公路不能直接抵达加拿大最大的城市、安大略省省会多伦多市，也不能抵达安省南部的伦敦、哈密尔顿、滑铁卢、温莎等城市。若要行车前往上述地区则需要经由其他的道路系统。
横加公路沿魁省40号高速公路进入蒙特利尔后以高速路的形式穿越市区，此段亦被称为“大都会高速公路”（Autoroute Métropolitaine）。横加公路于40号高速路与魁省25号高速路的立体交叉处向东短暂转入25号高速路，至25号高速路与20号高速路的交汇处继续向东进入20号高速路，并以隧道的形式渡过圣劳伦斯河。横加公路沿魁省20号高速路继续行进，约250公里抵达与魁北克省省会魁北克城隔圣劳伦斯河相望的卫星城勒维，在此驾驶者可以沿魁省73号高速路上的桥梁进入魁北克城市区（但桥梁本身并非横加公路系统的一部分）。公路继续沿20号高速路沿着圣劳伦斯河的南岸向东，在里维耶尔-迪卢镇（
Rivière-du-Loup）南侧转向东南方向并改变编号为魁北克85号高速路，并向东南一路延伸至新不伦瑞克省边界（途中未高速化升级改造的部分路段则使用旧编号魁北克省185号公路）。

### 大西洋省份
横加公路主线自魁北克省-新不伦瑞克省边界接入新不伦瑞克省2号公路向东南延伸，经过515公里的路程、路过新不伦瑞克省省会弗雷德里克顿、新不伦瑞克省最大城市蒙克顿之后，跨过新不伦瑞克省和新斯科舍省的边界，转为新斯科舍省104号公路，再延伸107公里抵达新斯科舍省的特鲁罗。驾车者可在特鲁罗转上新斯科舍省102号公路抵达新斯科舍省省会哈利法克斯（但是新斯科舍省102号公路并非横加公路系统的一部分，因此哈利法克斯市并未直接接入横加公路系统）。新斯科舍省104号公路继续向东延伸约200公里，以堤道渡过新斯科舍半岛和布雷顿角岛之间的坎索海峡到达霍克斯伯里港（Port Hawkesbury）附近。横加公路在此一段亦有一条服务爱德华王子岛省的支线，自新不伦瑞克省和新斯科舍省省界附近的Aulac村附近的立交转上新不伦瑞克省16号公路，经由13公里长的联邦大桥进入爱德华王子岛省成为爱德华王子岛省1号公路，沿岛的南岸延伸110公里，经由省会夏洛特敦到达伍德群岛村（Wood Islands）的轮渡码头，以轮渡渡过诺森伯兰海峡抵达新斯科舍省的皮克图（Pictou），再经新斯科舍省106号公路在新格拉斯哥（New Glasgow）附近汇入主线。
横加公路主线在进入布雷顿角岛之后，在霍克斯伯里港以北的黑斯廷斯港村（Port Hastings）转入新斯科舍省105号公路。新斯科舍省105号公路延伸142公里后在北悉尼镇（North Sydney）的轮渡码头由177公里的轮渡线渡过圣劳伦斯湾卡伯特海峡，到达纽芬兰岛西海岸的巴斯克港（Port aux Basques），接入纽芬兰和拉布拉多省1号公路。横加公路沿纽芬兰和拉布拉多省1号公路自巴斯克港起延伸约900公里，连接岛西部、北部、东部的一系列市镇，最终抵达整个系统的东部终点、纽芬兰和拉布拉多省省会圣约翰斯。横加公路的东部终点实际位于圣约翰斯市区北侧纽芬兰和拉布拉多省1号公路和30号公路的交叉口，但是东端的0公里标志被象征性地放在了市中心的圣约翰斯市政厅前面。